# Berthecourt
Berthecourt é uma comuna francesa na região administrativa de Altos da França, no departamento de Oise. Estende-se por uma área de 6,97 km². Em 2010 a comuna tinha 1 656 habitantes (densidade: 237,6 hab./km²).